# وحيد حمزة
وحيد حمزة عبد الله هاشم هو أستاذ في العلوم السياسية في جامعة الملك عبد العزيز، عرف بميله للتيار المعتدل في السعودية، والظهور في بالقنوات الإخبارية المختلفة والدفاع عن سياسات السعودية الخارجية .

## الشهادات العلمية
- حصل على البكالوريوس في الاقتصاد والإدارة من جامعة الملك عبد العزيز في المملكة العربية السعودية عام 1976
- حصل على الدكتوراة في العلوم السياسية من جامعة أريزونا في أمريكا عام 1978
- حصل على الماجستير في العلوم السياسية من جامعة كولوراد في أمريكا عام 1980

## وحيد حمزة في سطور
- مستشار في مكتب وزارة التعليم العالي من 1992 - 1996
- وكيل كلية الاقتصاد والإدارة للدراسات العليا والبحث العلمي في جامعة الملك عبد العزيز من 1994 - 1996
- مستشار غير متفرغ ومحلل سياسي في مؤسسة عكاظ للصحافة 1998 - 2005 ( صحيفة عكاظ )